# Arte interativa

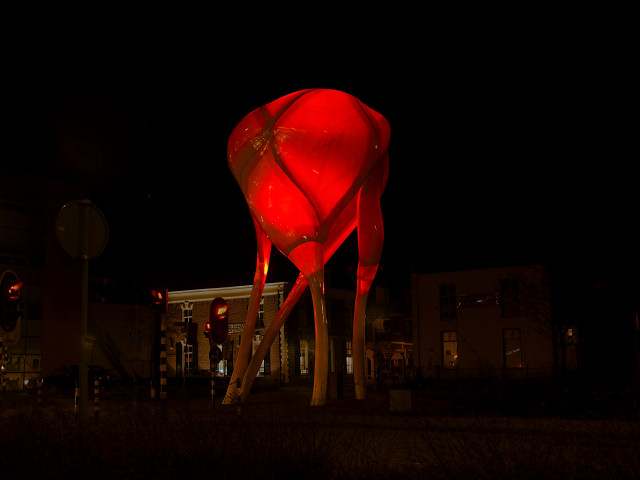
Escultura com 12 m de altura, exposta em Doetinchem, Países Baixos, muda de cor conforme interação dos usuários pela Internet

Arte interativa é a forma de arte que envolve, de algum modo, a participação do espectador. Alguns conseguem isso fazendo o espectador andar pela obra, como grandes esculturas ou instalações, ou mesmo fazendo o espectador literalmente vestir a obra como uma peça de roupa.. Outros trabalhos incluem computadores e sensores para responder o movimento, sons, calor ou outros tipos de estímulo. Muitas obras de arte encontradas na Internet ou arte electrônica são altamente interativas, fazendo o visitante navegar por hipertextos, aceitando que a participação ou a influência da audiência local ou remota altere o curso da obra.
Se distingue pelo diálogo entre a peça e o participante; mais especificamente, é habilitado a agir e muitas vezes, convidado a interagir com a obra, que, por sua vez, permite a interação. Arte interativa não deve ser confundida com outros tipos de arte que não permitem este dialogo.
Em termos de criação de grupos, ferramentas próprias, e adequação do meio, os artistas que trabalham com ‘’arte eletrônica’’ são a linha de frente na exploração da interatividade. Vários artistas adotaram cedo novas interfaces e técnicas para obter a participação do espectador; novos meios de expor a obra, como vídeos, laser, mecatrônica; novas formas de interação humano-humano e humano-máquina, como telecomunicações, jogos eletrônicos e Internet; e novos contextos sociais de interatividade, como critica social, liberação e política.
O ‘’Prix Ars Electronica’’ é a maior exibição anual na Austria em Linz e concede prêmios aos melhores exemplos de interatividade. Outros festivais são o ‘’DEAF’’ na Holanda, o  ‘’Transmediale’’ na Alemanha e o ‘’AV Festival’’ na Inglaterra. A ‘’SIGGRAPH’’ é outra conferencia anual que ressalta muitos artistas interativos em sua galeria.Na América do Sul o maior evento é o FILE - Festival Internacional da Linguagem Eletrônica que acontece na cidade de São Paulo no Brasil.